# HC Dmitrov
HC Dmitrov (ru: Дизель Пенза) je hokejový klub z Dmitrova, který hraje Ruskou vyšší ligu ledního hokeje (2. liga po Kontinentální hokejové lize) v Rusku. Své domácí zápasy hraje na stadionu SK Dmitrov.

## Známí bývalí hráči
- Viktor Tichonov
- Vjačeslav Bucajev